# Hana Růžičková
Hana Růžičková (18. února 1941, Třebotov – 29. května 1981, Praha) byla česká sportovní gymnastka, reprezentantka Československa a držitelka stříbrné medaile v soutěži družstev žen z LOH 1960 a LOH 1964.